# Sê Kaman
Sê Kaman hay Xe Kaman (còn viết là Sekaman, Xekaman) là một phụ lưu quan trọng của sông Sekong ở đông nam Lào.

## Dòng chảy
Đầu nguồn của Sê Kaman là dòng Đăk P'Lô ở xã Đắk Plô, huyện Đăk Glei, tỉnh Kon Tum, bên Việt Nam.
Trên lãnh thổ Lào Sê Kaman chảy qua Muang Dak Cheung tỉnh Sekong, và đến Muang Xaysetha, Attapeu thì nhập vào Sê Kông, trong đó có khu Bảo tồn đa dạng sinh học Dong Ampham (Dong Ampham National Biodiversity Conservation Area) . Có tư liệu nói rằng ở khu Bảo tồn này, trên Sê Kaman bắt gặp cá nược .
Chính phủ Lào đã cho xây dựng một số công trình thủy điện và thủy lợi trên Sê Kaman. Trong số đó nhà máy Thủy điện Xekaman 1 đã hoạt động từ năm 2014.

## Chỉ dẫn
1. ↑  Thực tế Sê Kaman quá hẹp, và cả phần Sê Kông ở đông nam Lào cũng không đủ rộng và đủ thức ăn cho cá heo sinh sống.